# Dans la maison
Dans la maison (no Brasil: Dentro da Casa) é um filme francês de 2012 de suspense e drama, dirigido por François Ozon. O roteiro do filme de Ozon é baseado na peça de Juan Mayorga El chico da última fila.
O filme foi premiado com o principal prêmio no Festival Internacional de Cinema de San Sebastian de 2012, o Golden Shell, bem como o Prêmio do Júri para o Melhor Roteiro.

## Elenco
- Fabrice Luchini - Germain Germain
- Kristin Scott Thomas - Jeanne Germain
- Emmanuelle Seigner - Esther Artole
- Denis Ménochet - Raphael 'Rapha' Artole (Senior).
- Bastien Ughetto - Raphael 'Rapha' Artole (Junior).
- Ernst Umhauer - Claude Garcia
- Yolande Moreau - Rosalie / Eugénie

## Produção
François Ozon adaptou o roteiro da peça The Boy in the Last Row do escritor espanhol Juan Mayorga. O filme foi produzido através da Mandarin Cinéma com um orçamento de 9,2 milhões de euros. Recebeu apoio da France 2 Cinéma e da Mars Filmes. As filmagens ocorreram durante oito semanas, de agosto a setembro de 2011.

## Lançamento
O filme estreou na França em 3 de outubro de 2012 através da Mars Distribution.

### Bilheteria
In the House arrecadou US$ 9 529 425 na França ao mesmo tempo que arrecadou US$ 389 757 nos Estados Unidos, num total mundial de US$ 18 249 825.

### Crítica
O agregador de críticas Rotten Tomatoes informa que 89% dos 81 críticos deram ao filme uma avaliação positiva, para uma classificação média de 7,4 / 10. Já o Metacritic deu ao filme uma pontuação de 72 em cada 100, com base em 25 críticas.